# Amtsgericht Mittenwalde
Das Amtsgericht Mittenwalde war ein preußisches Amtsgericht mit Sitz in Mittenwalde, Provinz Brandenburg.

## Geschichte
Ab 1849 war das königliche Kreisgericht Berlin das zuständige Gericht. In Mittenwalde wurde eine Zweigstelle (Gerichtskommission) gebildet. Übergeordnet war das Kammergericht als Appellationsgericht. Im Rahmen der Reichsjustizgesetze wurden diese Gerichte aufgehoben und reichsweit einheitlich Oberlandes-, Land- und Amtsgerichte gebildet. Das königlich preußische Amtsgericht Mittenwalde wurde mit Wirkung zum 1. Oktober 1879 als eines von elf Amtsgerichten im Bezirk des Landgerichtes Berlin II im Bezirk des Kammergerichtes gebildet. Der Sitz des Gerichtes war die Stadt Mittenwalde. Sein Gerichtsbezirk umfasste aus dem Landkreis Teltow die Stadtbezirke Mittenwalde und Teupitz, den Amtsbezirken Groß Kienitz und Töpchin, den Gemeindebezirk Ragow aus dem Amtsbezirk Deutsch-Wusterhausen, den Gutsbezirk Schloss Teupitz und die Gemeindebezirke Egsdorf, Kleine Mühle, Hohe Mühle, Mittel-Mühle, Neuendorf bei Teupitz, Sputendorf und Tornow aus dem Amtsbezirk Groß Köris, sowie den Gemeindebezirken Gallun und Krummensee und den Gutsbezirk Gallun aus dem Amtsbezirk Klein Besten. Am Gericht bestand 1880 eine Richterstelle. Das Amtsgericht war damit ein kleines Amtsgericht im Landgerichtsbezirk.
Nach dem Zweiten Weltkrieg wurde das Amtsgericht Mittenwalde dem Landgericht Potsdam zugeordnet. Zum 1. Juli 1951 wurde das Amtsgericht Mittenwalde aufgelöst und sein Sprengel dem Amtsgericht Königs Wusterhausen zugeordnet. Im Jahre 1952 wurden in der DDR die Amtsgerichte abgeschafft und stattdessen Kreisgerichte gebildet. Mittenwalde kam zum Kreis Königs Wusterhausen, zuständiges Gericht war damit das Kreisgericht Königs Wusterhausen. Das Amtsgericht Mittenwalde wurde auch nach dem Zusammenbruch der DDR nicht neu errichtet.